# Новороссийский трамвай
Новоросси́йский трамва́й — трамвайная система, функционировавшая в Новороссийске с 1934 по 1969 годы.

## История
Трамвайное движение в Новороссийске было открыто 1 июля 1934 года: первая линия, продлённая в январе 1935 года, проходила от цементного завода «Пролетарий» до рабочей окраины Мефодиевки через восточную часть города. Первыми используемыми вагонами были 6 моторных вагонов Х и 3 прицепных М.
В 1939 году первая линия была продлена на восток до цементного завода «Октябрь».
7 ноября 1940 года была открыта 4-километровая линия в западной части города: от Станички по улицам Ворошиловской, Слепцовской, Лейтенанта Шмидта, Толстого, Губернского, Парижской Коммуны, Коминтерна и Колхозной до рынка. На западной линии эксплуатировались 4 моторных вагона, из-за большого количества железнодорожных путей, ведущих в порт, связи с восточной линией не было. Общая протяжённость путей составила 11,7 км (максимальный показатель для Новороссийского трамвая).
В 1942 году во время боевых действий трамвайная сеть Новороссийска была разрушена. Западная линия в Станичку пострадала сильнее всего и впоследствии так никогда и не была восстановлена.
10 августа 1946 года было восстановлено трамвайное движение на 5-километровом участке от Мефодиевки до цементного завода «Пролетарий».
25 ноября 1947 года из-за износа восстановленного на скорую руку трамвайного хозяйства движение трамваев было закрыто. 10 июля 1948 года было восстановлено движение на участке НоворЭС — Почтовая улица. В ноябре 1948 года участок Новорэс — Мефодиевка был полностью введён в эксплуатацию.
В проекте реконструкции Новороссийска 1949 года в западной части города предполагалась постройка двух линий: по трассе довоенной линии по улице Энгельса до Куниковки и по улице Сипягина в промышленный район. При этом проектируемые линии должны были связать с действующей посредством строительства эстакады. Однако в 1950-е годы эстакада над железнодорожными путями построена не была, а линии в западной части города так и остались на бумаге.
До 1954 года оборотные кольца на конечных остановках отсутствовали. В 1954 году через год после поступления двух новых односторонних поездов КТМ-1/КТП-1 на НоворЭС было устроено оборотное кольцо, после чего новые поезда удалось пустить в эксплуатацию. В старых двусторонних вагонах началось оборудование кабин для водителей, двери в некоторых из них при этом оставлялись на левой стороне.
В октябре 1957 года открылось движение на вновь построенном южном участке от Новорэса до цементного завода «Октябрь». В ноябре 1957 года северный отрезок линии в Мефодиевке был продлён на 644 метра по Мефодиевской улице на участке между улицами Васенко и Гражданской. Рядом с новым оборотным треугольником была построена станция с путями для отстоя прицепных вагонов. Общая длина путей достигла 9,9 км.
В марте 1969 года было создано Новороссийское трамвайно-троллейбусное управление, но таковым оно называлось недолго. 1 апреля 1969 года была открыта линия первой очереди троллейбуса. К этому времени уже была построена эстакада через железнодорожные пути, и по ней началась прокладка второй очереди троллейбуса к цементным заводам. 
Одновременная эксплуатация и трамвайной, и троллейбусной сетей была признана нецелесообразной. Последним днём движения стало 24 августа 1969 года. В сентябре 1969 года по построенной эстакаде к цементному заводу «Пролетарий» была пущена линия второй очереди новороссийского троллейбуса. 31 октября того же года Совет Министров РСФСР принял постановление «О закрытии трамвайного движения в Новороссийске», на основании которого 22 января 1970 года решением городского совета Новороссийска трамвай на побережье Цемесской бухты прекратил своё существование, а его подвижной состав и сооружения списаны.

## Подвижной состав
| Модель | Завод-изготовитель                      | Число эксплуатировавшихся пассажирских вагонов | Начало эксплуатации | Конец эксплуатации | Нумерация                                                             | Работа в трамвайных поездах | Примечания             |
| ------ | --------------------------------------- | ---------------------------------------------- | ------------------- | ------------------ | --------------------------------------------------------------------- | --------------------------- | ---------------------- |
| Х      | Мытищинский Машиностроительный завод    |                                                | 1 июля 1934         |                    | № 1—6                                                                 |                             |                        |
| М      | Мытищинский Машиностроительный завод    |                                                | 1 июля 1934         |                    | № 01—03                                                               |                             |                        |
| КТМ-1  | Усть-Катавский Вагоностроительный завод |                                                | 1954                |                    | № 9—11                                                                |                             |                        |
| КТП-1  | Усть-Катавский Вагоностроительный завод |                                                | 1954                |                    | № 04—05, № 09—011                                                     |                             |                        |
| МС     | Завод «Красный Путиловец»               |                                                | Конец 1950-х        |                    | № 1, № 3, № 4, № 1872, № 1875, № 1876, № 2107, № 2177, № 2190, № 2303 |                             | Получены из Ленинграда |
| ПМ     | Мытищинский Машиностроительный завод    |                                                | Конец 1950-х        |                    | № 02(?), 06                                                           |                             | Получены из Ленинграда |
| ПС     | Завод «Красный Путиловец»               |                                                | 1959—1962           |                    | № 02(?), № 06, № 14, № 92, № 223, № 314                               |                             | Получены из Ленинграда |